# ウェスパシアヌス
ティトゥス・フラウィウス・ウェスパシアヌス（ラテン語: Titus Flavius Vespasianus、9年11月17日 - 79年6月23日）は、ローマ帝国の皇帝。ユリウス＝クラウディウス朝断絶後の四皇帝内乱の時代（68年6月 - 69年12月）に終止符を打ち、自らの血統に基づくフラウィウス朝を創始した。

## 家族
父はアシア属州の徴税請負人フラウィウス・サビヌス、母はウェスパシア・ポッラ。母は騎士階級（エクィテス）身分であったが、父フラウィウス・サビヌスはそうではなく、結婚によりその身分となった。2人の子としてサビニ地方のレアテ（現在のリエーティ）で生まれた。兄は後にローマ長官となるティトゥス・フラウィウス・サビヌス。子にはローマ皇帝となるティトゥスとドミティアヌスがいる。

## 生涯

### 軍務時代
兄とともに公的社会に入る。兄サビヌスは政治の世界へ、弟ウェスパシアヌスは軍に入り、36年よりトラキアに勤務。次の年にクァエストルに当選、40年にプラエトルに当選、この頃にフラウィア・ドミティアと結婚する。41年にカリグラが暗殺されクラウディウスが帝位に就くと、ゲルマニアに異動。その後43年よりブリタンニア遠征に参加する。この遠征は成功を収めた。52年の暮れに執政官（コンスル）に補欠として当選、その後軍隊を退役し、公的生活から一旦退く。

### 政治家として
62年に公職復帰、アフリカ属州へ前執政官（プロコンスル）として赴く。ここでの彼の統治に関しては、後のタキトゥスの筆は厳しく、スエトニウスは逆に賞賛している。またこの頃のウェスパシアヌスは財政的に苦しく、兄サビヌスから経済援助を受けている。兄の援助を元に交易活動を行って財務を復活させ、アフリカからローマに戻る。その後ネロ帝の随行としてギリシアへ赴く。しかし、彼はここでネロが主催したコンサートにおいて、よりによってネロ自身が楽器を弾いている時に居眠りをしてしまい、皇帝の寵愛を失った。

### ユダヤ戦争
しかしながら66年にパレスチナで反乱（ユダヤ戦争）があると、ウェスパシアヌスはすぐに軍司令官として同地に派遣された。暴動自体はシリア総督ムキアヌスによって食い止められていたが、ウェスパシアヌスは息子ティトゥスとユダヤ人の反乱勢力を鎮圧、この時フラウィウス・ヨセフスと出会う。

### 皇帝内乱の時代〜ローマ皇帝へ
68年にネロが帝位を追われ自殺、時代は内乱期へと突入する。
ガルバ、オトー、ウィテッリウスと皇帝が濫立し相食む状態になる中、ウェスパシアヌスは実力者であったムキアヌスの支持を受け、シリア属州の軍団を味方につけた。そして69年、カイサリアでエジプト属州の軍の支持を、そして続いてユダヤ属州の支持を得た。ムキアヌスはドナウ軍団らにより自身が皇帝に推挙されたがこれを断り、ウェスパシアヌスを擁立し支持した。庶民出のウェスパシアヌスと実力者でありエリート軍人・貴族のムキアヌスは互いに反目することが幾度もあったが、しかしムキアヌスはウェスパシアヌスを推挙し支え続けた。この二者の間をいつも取り持ったのは、性格の良さで知られたウェスパシアヌスの息子ティトゥスだったと伝わる。
当時ローマの皇帝ウィテッリウスはガリア、ラインラントなど（ライン川防衛線）ローマ軍の中で強剛な軍団を支配下に置いていた。ユダヤの抵抗勢力と膠着状態だったウェスパシアヌスは事を急がず、まず帝国の食糧補給の要地であったエジプトを押さえる。そしてモエシア、パンノニア（ドナウ川防衛線）の支持を得て事実上ウィテッリウスに対抗できうる勢力となった。この状態で慎重なウェスパシアヌスはシリア総督ムキアヌスと部下プリムスをイタリアに侵攻させる。ムキアヌスがバルカン半島を北上しつつ抵抗勢力を駆逐している間に、プリムスの率いたドナウ軍団はウィテッリウスの軍を撃破、クレモナを制圧し、軍はローマへ侵入した。元老院はプリムスに執政官の職を与えようとしたが、彼はローマ市内の混乱を制御することができなかった。この時のローマの混乱の最中、ウェスパシアヌスの兄サビヌスは殺されてしまった。数日後にムキアヌスがローマに入城し、この混乱は収まった。ウェスパシアヌスがローマに入るまで、ムキアヌスが神殿の再建を行うなどローマの統治を行った。以降もムキアヌスは何度も執政官に就任し、皇帝の統治を助けた。
いまだ継続していたユダヤの抵抗勢力の制圧のために息子ティトゥスを属州ユダヤに残し、ウェスパシアヌス自身は70年にローマに入り、統率を失ったウィテッリウスの軍隊を立て直した。そして元老院の協力を得て統治を回復。同時期にティトゥスはイェルサレムを陥落させ、内乱は終結した。
「ウェスパシアヌスによる平和」が宣言され、ウェスパシアヌスは正式なローマ皇帝として帝位に就いた。

### 即位後
波乱の人生を送ってきたウェスパシアヌスであったため、即位した際に既に60歳であった。即位後、名前に「カエサル」「アウグストゥス」を入れた。これは以降の皇帝の慣例となった。
ネロ以前およびネロ、そして3人の短期間の皇帝の時期の浪費と混乱により、ローマの財政は破綻していた。これらを健全化するための改革を行った。
四半世紀前から実施されていなかった国勢調査を行い、国民の数を正確に把握すると共に、徴税を正しく厳格に行うように努めた。また、国有地の貸し出しについても実情を把握して制度を改め、借地料が正しく徴収されるようにした。属州からの徴税を上げようとしたため、属州の人々は皇帝を泥棒と呼んだ。
東方などの辺境の統治には自分の知る人材や有能な者をあて、元老院議員としても（自身の権力基盤である）東方の属州出身者を積極的に登用した。

#### 統治
- 初代元首アウグストゥス以来、ユリウス＝クラウディウス王朝の皇帝たちに与えられていたのと同じ権限をウェスパシアヌスに付与する「ウェスパシアヌスの命令権に関する法律」（皇帝法）を元老院に制定させた。これによって、ウェスパシアヌスもユリウス＝クラウディウス王朝の諸皇帝と同じように統治できる法的基盤が整備された。この法は青銅板に刻まれ、のち1346年に再発見されて現在はカピトリーニ美術館にある。
- その一方で、従来元老院に（慣習的に）与えられていた皇帝弾劾権を否定したため、権力の均衡が崩れたとされる。これによって政権交代は原則的に皇帝の死によってのみ行われるようになったため、後々まで皇帝の暗殺が横行する原因となった（ウェスパシアヌスの次男ドミティアヌスも暗殺によって政権を失った）。軍人皇帝時代を含め、コンスタンティノープル陥落によるローマ滅亡までの皇帝の暗殺殉職率は約半数に及ぶとされる。ただしこれには反論もあり、ウェスパシアヌス以前の皇帝も多数暗殺されている上、ウェスパシアヌスの長男は病死、次男以降の五賢帝時代も暗殺は起きていないため、暗殺が多い時期は国情の安定さと関連があるだけである、とする見解もある。
- ネロの命令により、66年よりユダヤ戦争を担当。70年9月、息子のティトゥスがイエルサレムを陥落させ、74年の春、フラウィウス・シルウァがマサダの要塞を陥落させたため、ユダヤ戦争を終結することができた。
- 財政の健全化のために様々な政策を実行したが、特に有名なのは74年に有料の公衆便所を設置したことである。あまりのセコさに敵対者の嘲笑を受けたが、それに対する反論のPecunia non olet（金は臭わない）は金銭に貴賎がないことを示す有名な文句となった。息子のティトゥスが反対した時に、有料公衆便所で稼いだ金貨をその鼻先にかざして「臭うか?」と訊ねたとも言われる。また現在でもヨーロッパの公衆トイレは、ウェスパシアヌスの名前（正確にはその各国語への翻訳）で呼ばれる。なお、しばしば誤解されるが、ウェスパシアヌスの設置した公衆便所は用を足した利用者から料金を徴収するのではなく、集めた尿を有料で販売したのである（当時、羊毛から油分を洗い流すために、人間の尿が使われていた）。つまり、ただで集めた尿を、国家が有料で販売するという行為が、嘲笑を招いたのである。
- 緊縮財政を行った彼だが、75年に、コロッセウム（現コロッセオ）の建設を開始した。一般に、ローマ帝国といえば円形競技場、というイメージがあるが、実は首都であるローマ市内にはそれまで円形の競技場はなく、楕円形の戦車競技場などを使用していた。現在もローマに残る有名なコロッセオこそがこのウェスパシアヌスが作ったものである。ただし大規模な工事となったため、ウェスパシアヌスの生前には完成しなかった。

### 死去
10年の統治を経て、さすがに老いた彼は病気になり、死を覚悟した時「残念なことに余は神になりつつある」とつぶやいたと言われる。当時のローマ皇帝は死後に神格化がなされたからである。
スエトニウスの『ローマ皇帝伝』はその最期を次のように伝えている。
本気で神になると信じていた訳ではなく、彼の最後のユーモアであった。長男のティトゥスが帝位を継承した。

## 系図
|                  |                  |                  |                  |                  |                  |                  |                  |                  |                  |                  |                  | T・フラウィウス・ ペトロ（en）     |                                    |                                    |                                    |                                    |                                    |                   |                   |                            |                            |                            |                            |                            |                            |                            |                            |                                      |                                      |                                      |                                      |                                      |                                      |  |  |                       |                       |                       |                       |                       |                       |  |  |                                |                                |                                |                                |                                |                                |    |    |                       |                       |                       |                       |                       |                       |  |  |
|                  |                  |                  |                  |                  |                  |                  |                  |                  |                  |                  |                  |                                    |                                    |                                    |                                    |                                    |                                    |                   |                   |                            |                            |                            |                            |                            |                            |                            |                            |                                      |                                      |                                      |                                      |                                      |                                      |  |  |                       |                       |                       |                       |                       |                       |  |  |                                |                                |                                |                                |                                |                                |    |    |                       |                       |                       |                       |                       |                       |  |  |
|                  |                  |                  |                  |                  |                  |                  |                  |                  |                  |                  |                  | T・フラウィウス・ サビヌス1世 (en) | T・フラウィウス・ サビヌス1世 (en) | T・フラウィウス・ サビヌス1世 (en) | T・フラウィウス・ サビヌス1世 (en) | T・フラウィウス・ サビヌス1世 (en) | T・フラウィウス・ サビヌス1世 (en) |                   |                   | ウェスパシア・ ポッラ (en) | ウェスパシア・ ポッラ (en) | ウェスパシア・ ポッラ (en) | ウェスパシア・ ポッラ (en) | ウェスパシア・ ポッラ (en) | ウェスパシア・ ポッラ (en) |                            |                            |                                      |                                      |                                      |                                      |                                      |                                      |  |  |                       |                       |                       |                       |                       |                       |  |  |                                |                                |                                |                                |                                |                                |    |    |                       |                       |                       |                       |                       |                       |  |  |
|                  |                  |                  |                  |                  |                  |                  |                  |                  |                  |                  |                  | T・フラウィウス・ サビヌス1世 (en) | T・フラウィウス・ サビヌス1世 (en) | T・フラウィウス・ サビヌス1世 (en) | T・フラウィウス・ サビヌス1世 (en) | T・フラウィウス・ サビヌス1世 (en) | T・フラウィウス・ サビヌス1世 (en) |                   |                   | ウェスパシア・ ポッラ (en) | ウェスパシア・ ポッラ (en) | ウェスパシア・ ポッラ (en) | ウェスパシア・ ポッラ (en) | ウェスパシア・ ポッラ (en) | ウェスパシア・ ポッラ (en) |                            |                            |                                      |                                      |                                      |                                      |                                      |                                      |  |  |                       |                       |                       |                       |                       |                       |  |  |                                |                                |                                |                                |                                |                                |    |    |                       |                       |                       |                       |                       |                       |  |  |
|                  |                  |                  |                  |                  |                  |                  |                  |                  |                  |                  |                  |                                    |                                    |                                    |                                    |                                    |                                    |                   |                   |                            |                            |                            |                            |                            |                            |                            |                            |                                      |                                      |                                      |                                      |                                      |                                      |  |  |                       |                       |                       |                       |                       |                       |  |  |                                |                                |                                |                                |                                |                                |    |    |                       |                       |                       |                       |                       |                       |  |  |
|                  |                  |                  |                  |                  |                  |                  |                  |                  |                  |                  |                  |                                    |                                    |                                    |                                    |                                    |                                    |                   |                   |                            |                            |                            |                            |                            |                            |                            |                            |                                      |                                      |                                      |                                      |                                      |                                      |  |  |                       |                       |                       |                       |                       |                       |  |  |                                |                                |                                |                                |                                |                                |    |    |                       |                       |                       |                       |                       |                       |  |  |
|                  |                  |                  |                  | サビヌス2世 (en) | サビヌス2世 (en) | サビヌス2世 (en) | サビヌス2世 (en) | サビヌス2世 (en) | サビヌス2世 (en) |                  |                  | ケリアリス                         | ケリアリス                         | ケリアリス                         | ケリアリス                         | ケリアリス                         | ケリアリス                         |                   |                   | ウェスパシア               | ウェスパシア               | ウェスパシア               | ウェスパシア               | ウェスパシア               | ウェスパシア               |                            |                            | 1 ウェスパシアヌス （在位69年-79年） | 1 ウェスパシアヌス （在位69年-79年） | 1 ウェスパシアヌス （在位69年-79年） | 1 ウェスパシアヌス （在位69年-79年） | 1 ウェスパシアヌス （在位69年-79年） | 1 ウェスパシアヌス （在位69年-79年） |  |  | 大ドミティラ (en)     | 大ドミティラ (en)     | 大ドミティラ (en)     | 大ドミティラ (en)     | 大ドミティラ (en)     | 大ドミティラ (en)     |  |  |                                |                                |                                |                                |                                |                                |    |    |                       |                       |                       |                       |                       |                       |  |  |
|                  |                  |                  |                  | サビヌス2世 (en) | サビヌス2世 (en) | サビヌス2世 (en) | サビヌス2世 (en) | サビヌス2世 (en) | サビヌス2世 (en) |                  |                  | ケリアリス                         | ケリアリス                         | ケリアリス                         | ケリアリス                         | ケリアリス                         | ケリアリス                         |                   |                   | ウェスパシア               | ウェスパシア               | ウェスパシア               | ウェスパシア               | ウェスパシア               | ウェスパシア               |                            |                            | 1 ウェスパシアヌス （在位69年-79年） | 1 ウェスパシアヌス （在位69年-79年） | 1 ウェスパシアヌス （在位69年-79年） | 1 ウェスパシアヌス （在位69年-79年） | 1 ウェスパシアヌス （在位69年-79年） | 1 ウェスパシアヌス （在位69年-79年） |  |  | 大ドミティラ (en)     | 大ドミティラ (en)     | 大ドミティラ (en)     | 大ドミティラ (en)     | 大ドミティラ (en)     | 大ドミティラ (en)     |  |  |                                |                                |                                |                                |                                |                                |    |    |                       |                       |                       |                       |                       |                       |  |  |
|                  |                  |                  |                  |                  |                  |                  |                  |                  |                  |                  |                  |                                    |                                    |                                    |                                    |                                    |                                    |                   |                   |                            |                            |                            |                            |                            |                            |                            |                            |                                      |                                      |                                      |                                      |                                      |                                      |  |  |                       |                       |                       |                       |                       |                       |  |  |                                |                                |                                |                                |                                |                                |    |    | コルブロ              |                       |                       |                       |                       |                       |  |  |
|                  |                  |                  |                  |                  |                  |                  |                  |                  |                  |                  |                  |                                    |                                    |                                    |                                    |                                    |                                    |                   |                   |                            |                            |                            |                            |                            |                            |                            |                            |                                      |                                      |                                      |                                      |                                      |                                      |  |  |                       |                       |                       |                       |                       |                       |  |  |                                |                                |                                |                                |                                |                                |    |    |                       |                       |                       |                       |                       |                       |  |  |
|                  |                  |                  |                  | サビヌス3世 (en) | サビヌス3世 (en) | サビヌス3世 (en) | サビヌス3世 (en) | サビヌス3世 (en) | サビヌス3世 (en) |                  |                  |                                    |                                    |                                    |                                    | 小ドミティラ (en)                  | 小ドミティラ (en)                  | 小ドミティラ (en) | 小ドミティラ (en) | 小ドミティラ (en)          | 小ドミティラ (en)          |                            |                            |                            |                            |                            |                            |                                      |                                      |                                      |                                      |                                      |                                      |  |  | アレキナ・ テルトゥラ | アレキナ・ テルトゥラ | アレキナ・ テルトゥラ | アレキナ・ テルトゥラ | アレキナ・ テルトゥラ | アレキナ・ テルトゥラ |  |  |                                |                                |                                |                                |                                |                                |    |    |                       |                       |                       |                       |                       |                       |  |  |
|                  |                  |                  |                  | サビヌス3世 (en) | サビヌス3世 (en) | サビヌス3世 (en) | サビヌス3世 (en) | サビヌス3世 (en) | サビヌス3世 (en) |                  |                  |                                    |                                    |                                    |                                    | 小ドミティラ (en)                  | 小ドミティラ (en)                  | 小ドミティラ (en) | 小ドミティラ (en) | 小ドミティラ (en)          | 小ドミティラ (en)          |                            |                            |                            |                            |                            |                            |                                      |                                      |                                      |                                      |                                      |                                      |  |  | アレキナ・ テルトゥラ | アレキナ・ テルトゥラ | アレキナ・ テルトゥラ | アレキナ・ テルトゥラ | アレキナ・ テルトゥラ | アレキナ・ テルトゥラ |  |  |                                |                                |                                |                                |                                |                                |    |    |                       |                       |                       |                       |                       |                       |  |  |
|                  |                  |                  |                  |                  |                  |                  |                  |                  |                  |                  |                  |                                    |                                    |                                    |                                    |                                    |                                    |                   |                   |                            |                            |                            |                            | 2 ティトゥス （79年-81年） | 2 ティトゥス （79年-81年） | 2 ティトゥス （79年-81年） | 2 ティトゥス （79年-81年） | 2 ティトゥス （79年-81年）           | 2 ティトゥス （79年-81年）           |                                      |                                      |                                      |                                      |  |  |                       |                       |                       |                       |                       |                       |  |  | 3 ドミティアヌス （81年-96年） | 3 ドミティアヌス （81年-96年） | 3 ドミティアヌス （81年-96年） | 3 ドミティアヌス （81年-96年） | 3 ドミティアヌス （81年-96年） | 3 ドミティアヌス （81年-96年） |    |    | ドミティア・ ロンギナ | ドミティア・ ロンギナ | ドミティア・ ロンギナ | ドミティア・ ロンギナ | ドミティア・ ロンギナ | ドミティア・ ロンギナ |  |  |
|                  |                  |                  |                  |                  |                  |                  |                  |                  |                  |                  |                  |                                    |                                    |                                    |                                    |                                    |                                    |                   |                   |                            |                            |                            |                            | 2 ティトゥス （79年-81年） | 2 ティトゥス （79年-81年） | 2 ティトゥス （79年-81年） | 2 ティトゥス （79年-81年） | 2 ティトゥス （79年-81年）           | 2 ティトゥス （79年-81年）           |                                      |                                      |                                      |                                      |  |  |                       |                       |                       |                       |                       |                       |  |  | 3 ドミティアヌス （81年-96年） | 3 ドミティアヌス （81年-96年） | 3 ドミティアヌス （81年-96年） | 3 ドミティアヌス （81年-96年） | 3 ドミティアヌス （81年-96年） | 3 ドミティアヌス （81年-96年） |    |    | ドミティア・ ロンギナ | ドミティア・ ロンギナ | ドミティア・ ロンギナ | ドミティア・ ロンギナ | ドミティア・ ロンギナ | ドミティア・ ロンギナ |  |  |
| サビヌス4世 (en) | サビヌス4世 (en) | サビヌス4世 (en) | サビヌス4世 (en) | サビヌス4世 (en) | サビヌス4世 (en) |                  |                  | クレメンス (en)  | クレメンス (en)  | クレメンス (en)  | クレメンス (en)  | クレメンス (en)                    | クレメンス (en)                    |                                    |                                    | 聖ドミティラ (en)                  | 聖ドミティラ (en)                  | 聖ドミティラ (en) | 聖ドミティラ (en) | 聖ドミティラ (en)          | 聖ドミティラ (en)          |                            |                            |                            |                            |                            |                            |                                      |                                      |                                      |                                      |                                      |                                      |  |  | マルキア・ フルニッラ | マルキア・ フルニッラ | マルキア・ フルニッラ | マルキア・ フルニッラ | マルキア・ フルニッラ | マルキア・ フルニッラ |  |  |                                |                                |                                |                                |                                |                                |    |    |                       |                       |                       |                       |                       |                       |  |  |
| サビヌス4世 (en) | サビヌス4世 (en) | サビヌス4世 (en) | サビヌス4世 (en) | サビヌス4世 (en) | サビヌス4世 (en) |                  |                  | クレメンス (en)  | クレメンス (en)  | クレメンス (en)  | クレメンス (en)  | クレメンス (en)                    | クレメンス (en)                    |                                    |                                    |                                    | 聖ドミティラ (en)                  | 聖ドミティラ (en) | 聖ドミティラ (en) | 聖ドミティラ (en)          | 聖ドミティラ (en)          |                            |                            |                            |                            |                            |                            |                                      |                                      |                                      |                                      |                                      |                                      |  |  | マルキア・ フルニッラ | マルキア・ フルニッラ | マルキア・ フルニッラ | マルキア・ フルニッラ | マルキア・ フルニッラ | マルキア・ フルニッラ |  |  |                                |                                |                                |                                |                                |                                |    |    |                       |                       |                       |                       |                       |                       |  |  |
|                  |                  |                  |                  |                  |                  |                  |                  |                  |                  |                  |                  |                                    |                                    |                                    |                                    |                                    |                                    |                   |                   |                            |                            |                            |                            |                            |                            |                            |                            | ユリア・ フラウィア                  | ユリア・ フラウィア                  | ユリア・ フラウィア                  | ユリア・ フラウィア                  | ユリア・ フラウィア                  | ユリア・ フラウィア                  |  |  |                       |                       |                       |                       |                       |                       |  |  |                                |                                |                                |                                | 男                             | 男                             | 男 | 男 | 男                    | 男                    |                       |                       |                       |                       |  |  |
|                  |                  |                  |                  |                  |                  |                  |                  |                  |                  |                  |                  |                                    |                                    |                                    |                                    |                                    |                                    |                   |                   |                            |                            |                            |                            |                            |                            |                            |                            | ユリア・ フラウィア                  | ユリア・ フラウィア                  | ユリア・ フラウィア                  | ユリア・ フラウィア                  | ユリア・ フラウィア                  | ユリア・ フラウィア                  |  |  |                       |                       |                       |                       |                       |                       |  |  |                                |                                |                                |                                | 男                             | 男                             | 男 | 男 | 男                    | 男                    |                       |                       |                       |                       |  |  |
|                  |                  |                  |                  |                  |                  |                  |                  |                  |                  |                  |                  |                                    |                                    |                                    |                                    |                                    |                                    |                   |                   |                            |                            |                            |                            |                            |                            |                            |                            |                                      |                                      |                                      |                                      |                                      |                                      |  |  |                       |                       |                       |                       |                       |                       |  |  |                                |                                |                                |                                |                                |                                |    |    |                       |                       |                       |                       |                       |                       |  |  |
|                  |                  |                  |                  |                  |                  |                  |                  |                  |                  |                  |                  |                                    |                                    |                                    |                                    |                                    |                                    |                   |                   |                            |                            |                            |                            |                            |                            |                            |                            |                                      |                                      |                                      |                                      |                                      |                                      |  |  |                       |                       |                       |                       |                       |                       |  |  |                                |                                |                                |                                |                                |                                |    |    |                       |                       |                       |                       |                       |                       |  |  |
|                  |                  |                  |                  |                  |                  |                  |                  |                  |                  |                  |                  |                                    |                                    |                                    |                                    |                                    |                                    |                   |                   |                            |                            |                            |                            |                            |                            |                            |                            |                                      |                                      |                                      |                                      |                                      |                                      |  |  |                       |                       |                       |                       |                       |                       |  |  |                                |                                |                                |                                |                                |                                |    |    |                       |                       |                       |                       |                       |                       |  |  |
|                  |                  |                  |                  |                  |                  |                  |                  |                  |                  |                  |                  |                                    |                                    |                                    |                                    |                                    |                                    |                   |                   |                            |                            |                            |                            |                            |                            |                            |                            |                                      |                                      |                                      |                                      |                                      |                                      |  |  |                       |                       |                       |                       |                       |                       |  |  |                                |                                |                                |                                |                                |                                |    |    |                       |                       |                       |                       |                       |                       |  |  |
|                  |                  |                  |                  |                  |                  |                  |                  | ウェスパシアヌス | ウェスパシアヌス | ウェスパシアヌス | ウェスパシアヌス | ウェスパシアヌス                   | ウェスパシアヌス                   |                                    |                                    | ドミティアヌス                     | ドミティアヌス                     | ドミティアヌス    | ドミティアヌス    | ドミティアヌス             | ドミティアヌス             |                            |                            |                            |                            |                            |                            |                                      |                                      |                                      |                                      |                                      |                                      |  |  |                       |                       |                       |                       |                       |                       |  |  |                                |                                |                                |                                |                                |                                |    |    |                       |                       |                       |                       |                       |                       |  |  |

## 逸話
財政健全化に務めたことは、死後も吝嗇として揶揄の対象になった。棺桶の中のウェスパシアヌスの遺体が起き上がって、自分の葬儀の費用を聞いて驚き、そんなことに金を使わず自分の遺体は河に捨てればよいと言ったという内容の喜劇が、上演されたことがある。その皇帝を侮辱する内容の喜劇に対して、当時の皇帝のティトゥスは一切咎め立てをせず、これはティトゥスの慈悲深さを示す逸話としても知られる。
若い士官を採用しようと面接に臨んだ際、若者が香水をつけていることを察知し、「香水より、ニンニクの臭いでもつけていればよかった」として不採用とした。ウェスパシアヌスが贅沢を嫌い、庶民的なものを好んだエピソードとして伝わる。
単純に緊縮財政であっただけではないとして、皇帝は土木工事の人員と費用を削減できる方式を提言されたが、「貧しい労働者に雇用を与えたい」として採用しなかった、とする話が残る。すなわちコロッセオの建設も娯楽の提供だけではなく、公共事業による雇用の創出であったとも推測できる。
外見上の特徴として頭髪が薄い（禿である）ことが挙げられるが、これは若くして死んだ長男ティトゥスはともかく、次男であるドミティアヌスに遺伝的に継承された。ドミティアヌスは頭髪の手入れに関する本を著している。